# Santana's Greatest Hits
Santana's Greatest Hits è un'antologia del 1974 dei Santana. Mette in evidenza i migliori brani dei primi tre album del gruppo di San Francisco arrivando in quarta posizione in Austria.

## Tracce
1. Evil Ways (Henry)
2. Jingo (Olatunji)
3. Hope You're Feeling Better (Rolie)
4. Samba Pa Ti  (Santana)
5. Persuasion (Santana band)
6. Black Magic Woman (Green)
7. Oye Como Va  (Puente)
8. Everything's Coming Our Way (Santana)
9. Se a Cabo (Areas)
10. Everybody's Everything (Santana, Moss, Brown)